# Манастир Светог архангела Михаила (Тасос)
 Манастир св. Архангела Михаила се налази на јужној страни острва Тасос, на око 15 километара од Потоса на литици високо изнад мора са погледом на Светој гори.
Ово је женски манастир а познат је по клину из Христове руке са распећа.

## Галерија слика
- Улаз у Манастир св. Архангела Михаила
- Табла на улазу у Манастир св. Архангела Михаила
- Део Манастира св. Архангела Михаила на Тасосу
- Поглед из Манастира св. Архангела Михаила на Тасосу